# João de Moreira
João de Moreira, O.F.M. Ref (Pinheiro, 25 de março de 1683 - Ribeira Grande, 13 de agosto de 1747) foi um frei franciscano e prelado português da Igreja Católica, que serviu como bispo de Santiago de Cabo Verde.

## Biografia
Nasceu em 1683 e era franciscano da Província da Soledade, com o nome de João do Monte do Carmo.
Foi ordenado padre em 21 de maio de 1712.
Em 3 de julho de 1742 foi proposto pelo rei D. João V para bispo de Santiago de Cabo Verde e teve seu nome aprovado pela Santa Sé em 26 de novembro. Foi consagrado em 17 de fevereiro de 1743, na Sé de Lisboa, pelo cardeal-patriarca D. Tomás de Almeida, coadjuvado por Dom José Maria da Fonseca de Évora, O.F.M. Obs., bispo do Porto e por Dom Bernardo António de Melo Osório, bispo da Guarda. Fez entrada solene na diocese no sábado de Ramos de 1744.
Recebeu uma série de acréscimos financeiros para sua prelazia, mas que nada mais eram que promessas dado que seriam pagos na alfândega de Santiago, onde existiam poucos rendimentos fiscais, ainda mais que eram distribuídos por rateio entre oficiais seculares e eclesiásticos. O Frei João de Moreira só conseguiu angariar 6 padres para o acompanhar às Ilhas. Além disso, ainda levou um órgão, livros de doutrina e um relógio para a torre da Catedral.
O cabido o acolheu muito bem, dado que desde 1731 que não tinha um prelado residente que pudesse dar ordens sacras ou nomear religiosos para as paróquias ou para os postos do cabido. Depois de uma série de pressões de prelados anteriores e também do cabido que mantinha um clérigo da metrópole como procurador em Lisboa, em 1743 as côngruas foram finalmente aumentadas depois da última atualização datar de 1609. Alguns padres locais continuavam a não respeitar a hierarquia do ordinário e mesmo quando eram suspensos pelo ordinário continuavam a exercer suas funções. O grande recurso da diocese continuavam a ser os missionários franciscanos que assistiam nas paróquias e que se financiavam com o trato nos Rios de Guiné, auxiliando o clero local nas paróquias nos momentos mais solenes do calendário litúrgico como a Quaresma e a Semana Santa, além de oficiarem na catedral, pregarem na cidade da Ribeira Grande e ensinarem aos ordinandos.
Morreu em 13 de agosto de 1747 e foi sepultado na Sé da Ribeira Grande.